# Minoru Honda
Pour les articles homonymes, voir Honda (homonymie).
Minoru Honda (本田 実, Honda Minoru), 26 février 1913 - 26 août 1990, est un astronome amateur japonais. À partir de 1937, Honda travaille pour Issei Yamamoto à l'observatoire de lumière zodiacale de Hiroshima.
Il découvre douze comètes entre 1940 et 1968 dont la comète périodique 45P/Honda-Mrkos-Pajdušáková.
Il est le premier à remarquer la très lumineuse V1500 Cygni (Nova Cygni 1975) d'une magnitude de 3,0 le 30 août 1975 ; elle atteint un pic de 2,0 et plusieurs centaines de découvertes indépendantes sont faites par d'autres.
L'astéroïde (3904) Honda est baptisé en son honneur, (8485) Satoru d'après le nom de son épouse et (11442) Seijin-Sanso d'après la station où il faisait ses observations.

## Découvertes
| Comète                          | Date de la découverte | Co-découvreur                             |
| ------------------------------- | --------------------- | ----------------------------------------- |
| C/1940 S1 (Okabayasi-Honda)     | 30 septembre 1940     | Shigeki Okabayashi (it)                   |
| C/1941 B1 (Friend-Reese-Honda)  | 17 janvier 1941       |                                           |
| C/1947 V1 (Honda)               | 13 novembre 1947      |                                           |
| C/1948 L1 (Honda-Bernasconi)    | 3 juin 1948           | Giovanni Bernasconi (it)                  |
| 45P/Honda-Mrkos-Pajdušáková     | 3 décembre 1948       | Antonín Mrkos, Ľudmila Pajdušáková        |
| C/1953 G1 (Mrkos-Honda)         | 12 avril 1953         | Antonín Mrkos                             |
| C/1955 O1 (Honda)               | 29 juillet 1955       |                                           |
| C/1962 H1 (Honda)               | 28 avril 1962         |                                           |
| C/1964 L1 (Tomita-Gerber-Honda) | 6 juin 1964           | Kōichirō Tomita, Friedrich Wilhelm Gerber |
| C/1968 H1 (Tago-Honda-Yamamoto) | 1er mai 1968          | Akihiko Tago, Tetsuo Yamamoto             |
| C/1968 N1 (Honda)               | 6 juillet 1968        |                                           |
| C/1968 Q2 (Honda)               | 30 août 1968          |                                           |

## Source de la traduction
- (it) Cet article est partiellement ou en totalité issu de l’article de Wikipédia en italien intitulé « Minoru Honda » (voir la liste des auteurs).